# Африкански пор
Африканският пор (Ictonyx striatus) е вид бозайник от семейство Порови (Mustelidae).

## Разпространение и местообитание
Разпространен е в Ангола, Бенин, Ботсвана, Буркина Фасо, Бурунди, Гамбия, Гана, Гвинея, Гвинея-Бисау, Джибути, Египет, Еритрея, Етиопия, Замбия, Зимбабве, Камерун, Кения, Република Конго, Демократична република Конго, Кот д'Ивоар, Лесото, Мавритания, Малави, Мали, Мозамбик, Намибия, Нигер, Нигерия, Руанда, Свазиленд, Сенегал, Сомалия, Судан, Танзания, Того, Уганда, Централноафриканската република, Чад и Южна Африка.